# Trebbia (ocenění)

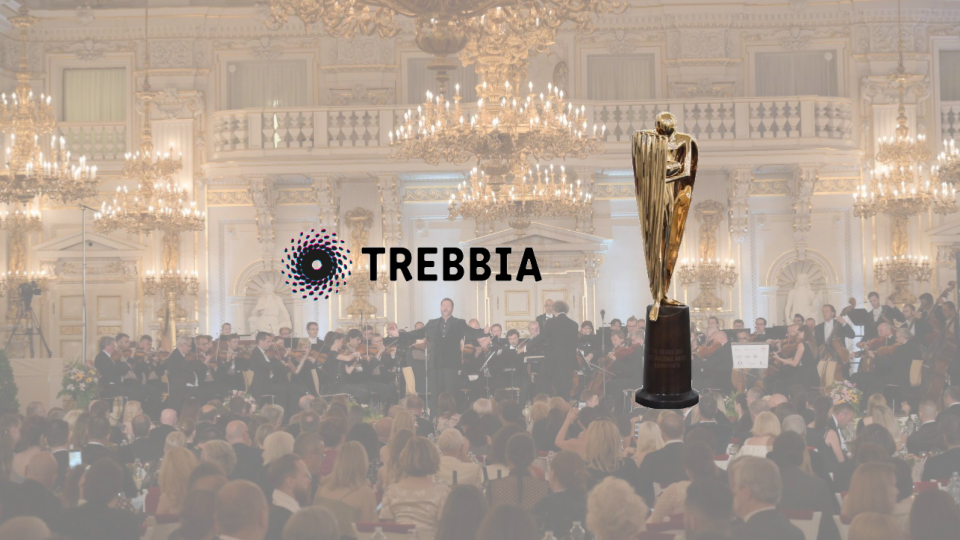

Trebbia je mezinárodní ocenění zrozené v pražském kostele sv. Rocha a spojené s galerií MIRO, založenou původně v Berlíně v roce 1987 a přestěhovanou do Prahy. V roce 2000 iniciovala Galerie MIRO vznik Mezinárodní ceny TREBBIA jako výraz poděkování podnikatelům, mecenášům a umělcům napříč všemi uměleckými žánry. V roce 2007 Galerie MIRO založila Nadačního fondu TREBBIA, který nyní uděluje Mezinárodní cenu TREBBIA. 
Ceny Trebbia jsou každoročně předávány laureátům z mnoha zemí světa v přímém přenosu České televize a Slovenské televize 

## Mezinárodní ceny Trebbia
Mezinárodní ceny Trebbia jsou udělovány v následujících kategoriích:
- kategorie za tvůrčí činnost
- kategorie za podporu kultury a umění
- kategorie za přínos k dialogu národních kultur
- kategorie cena za celoživotní dílo

## Mezinárodní nominační porota Trebbia
- Benke Aikell Podnikatel, zakladatel a vydavatel časopisu Czech & Slovak Leaders Magazine v letech 2004-2021 (Švédsko)
- Eva Blahová Profesorka operního a koncertního zpěvu, členka umělecké rady BHS Bratislava a emeritní ředitelka Janáčkovy opery v Brně (Slovensko)
- Michael Haas Sběratel, galerista, kurátor (Německo)
- Hynek Kmoníček Diplomat, bývalý velvyslanec ČR v USA, při OSN v New Yorku, v Indii, Bangladéši, Nepálu, na Maledivách a Srí Lance, v Austrálii, nyní velvyslanec ČR ve Vietnamu (Česká republika)
- Michael March Spisovatel, básník a zakladatel Festivalu spisovatelů Praha (USA / Česká republika)
- John Mucha Bankéř, vnuk a správce pozůstalosti Alfonse Muchy (Spojené království / Česká republika)
- Miro Smolák Majitel a ředitel Galerie MIRO, zřizovatel Nadačního fondu Trebbia a předseda MNP Trebbia (ČR / SR / Německo)
- Martin Jan Stránský Lékař, pedagog, vydavatel a publicista (USA / Česká republika)
- Klaus von Trotha Exministr pro vědu, výzkum a umění spolkové země Bádensko-Württembersko (Německo)
- Jiří Bělohlávek (1946–2017) Od roku 2013 až do své smrti byl světoznámý dirigent Jiří Bělohlávek členem Mezinárodní nominační poroty Trebbia.
- Václav Havel (1936–2011) Jedna z nejvýznamnějších osobností novodobých dějin, byla od roku 2007 až do své smrti v roce 2011 čestným členem Mezinárodní nominační poroty Trebbia. Síla jeho osobnosti výrazně přispěla k mezinárodnímu renomé Mezinárodní ceny Trebbia.

## Laureáti Mezinárodní ceny Trebbia 2000–2022
- José Antonio Abreu, klavírista a ekonom (Venezuela)
- Jiří Anderle, malíř a grafik (Česko)
- Amri Aminov, sochař tádžického původu žijící v Paříži (Francie)
- Ladislav Ballek, spisovatel, velvyslanec Slovenské republiky v ČR (Slovensko)
- János Bán, herec (Maďarsko)
- Jiří Bělohlávek, šéfdirigent Symfonického orchestru BBC, Londýn (Česko)
- Carlos Cruz-Diez, umělec (Venezuela)
- Hudební skupina Čechomor (Česká republika)
- Rudolf Čižmárik, básník (Slovensko)
- Robert Descharnes, fotograf, tvůrce avantgardních filmů, životopisec Salvadora Dalího (Francie)
- Milan Dobeš, umělec (Česká republika)
- František Dvořák, historik umění (Česká republika)
- Vladimir Fedosejev, dirigent (Ruská federace)
- Ludvík Feller, výtvarník a pedagog (Německo/Česká republika)
- Juraj Filas, hudební skladatel (Slovensko)
- Jane McAdam Freud, sochařka a výtvarnice (Spojené království)
- Eriko Horiki, umělkyně (Japonsko)
- Tibor Huszár, fotograf (Slovensko)
- Václav Chochola, fotograf (Česká republika)
- Ladislav Chudík, herec (Slovensko)
- Olga Kabo, herečka (Ruská federace)
- Thomas Keneally, prozaik a dramaturg (Austrálie)
- Daria Klimentová, baletní tanečnice (Česká republika)
- Miroslav Klivar, historik umění a výtvarník (Česká republika)
- Jana Koubková, jazzová zpěvačka (Česká republika)
- Juraj Kukura, herec (Slovensko)
- Milan Lasica, herec (Slovensko)
- Annie Leibovitz, fotografka (USA)
- Jozef Leikert, spisovatel (Slovensko)
- Daniel Libeskind, architekt (USA)
- Markus Lüpertz, malíř (Německo)
- Oksana Lyniv, dirigentka (Ukrajina)
- Zdeněk Miler, výtvarník (Česká republika)
- Zuzana Mináčová, fotografka (Slovensko/Česká republika)
- Josef Nálepa, sochař (Česká republika)
- Jelena Obrazcovová, operní pěvkyně (Ruská federace)
- Jan Saudek, fotograf (Česká republika)
- Emma de Sigaldi, sochařka (Monako)
- Joska Skalník, výtvarník (Česká republika)
- Milan Sládek, mim (Německo/Slovensko)
- Jiří Srnec, divadelník, režisér a výtvarník (Česká republika)
- Bořek Šípek, architekt a sklářský mistr (Česká republika)
- Oleg Tabakov, herec (Ruská federace)
- Thomas Tomaschke, operní pěvec (Německo)
- Galsan Tschinag, spisovatel a básník (Mongolsko)
- Robert Vano, fotograf (USA/Česká republika)
- Jiří Vitula, historik umění (Česká republika)
- Ronnie Wood, umělec (Spojené království)
- Olbram Zoubek, výtvarník (Česká republika)
- Mohamed Al-Qadiri, spisovatel, diplomat & Thuraya Al-Baqsami, spisovatelka, malířka (Kuvajt)
- Dadja Altenburg-Kohl, mecenáška umění (Česká republika/Německo)
- Jean Amiot, galerista a nakladatel (Francie)
- Norbert Auerbach, filmový producent (USA/Česká republika)
- Roman Bělor, kulturní manažer (Česká republika)
- Cornel Boda, podnikatel a filantrop (Česká republika)
- Bülent Eczacibasi, mecenáš umění (Turecko)
- Milan Fiľo, podnikatel a filantrop (Slovensko)
- Sir Bob Geldof, muzikant, herec a politický aktivista (Irsko)
- Zdenek Grondol, mecenáš umění (Česká republika)
- Jaroslav Hába, filantrop (Česká republika)
- David Hercky, mecenáš umění (USA/Izrael)
- Rudolf Kallat, podnikatel a mecenáš umění (Rakousko)
- Gražyna Kulczyk, mecenáška umění (Polsko)
- Vladimír Lekeš, mecenáš umění (Česká republika)
- Ján Lešták, mecenáš umění (Česká republika/Slovensko)
- William Lobkowicz, sběratel umění a filantrop (USA/Česká republika)
- Michael March, básník a spisovatel (USA/Česká republika)
- Richard Mayer, sběratel umění a mecenáš (Německo)
- Meda Mládková, mecenáška umění (USA/Česká republika)
- Jan Mojto, filmový producent (Německo)
- Aleksander Nawrocki, spisovatel (Polsko)
- Jacqueline Teissier Okuma, mecenáška umění (Švýcarsko/Japonsko)
- Juan Antonio Pérez Simón, podnikatel a sběratel umění (Španělsko/Mexiko)
- Jeho Veličenstvo Preah Bat Samdech Preah Boromneath Norodom Sihamoni, filantrop (Království Kambodža)
- Viktor Pinčuk, podnikatel a mecenáš umění (Ukrajina)
- Juan González de Quirós y Corujo, sběratel umění (Španělsko)
- Sharon Resch, mecenáška umění (USA)
- Christina Scheppelmann, kulturní a operní manažerka (Německo)
- Hannes Schmid, fotograf (Švýcarsko)
- Jan Světlík, podnikatel a filantrop (Česká republika)
- Miro Voštiar, sběratel umění (Česká republika)
- Peter Weibel, kurátor a umělec (Rakousko/Německo)
- Viačeslav Zarenkov, mecenáš umění (Ruská federace)
- Soňa Červená, operní pěvkyně (Česká republika)
- Anton Hykisch, prozaik a dramatik (Slovensko)
- Juraj Jakubisko, režisér, scenárista, kameraman, výtvarník (Slovensko/Česká republika)
- Štefan Kvietik, herec a pedagog (Slovensko)
- Marián Lapšanský, klavírní virtuóz (Slovensko)
- Richard Novák, operní pěvec (Česká republika)
- Vladimír Páral, spisovatel (Česká republika)
- Vadim Petrov, skladatel (Česká republika)
- Eva Randová, operní pěvkyně (Německo/Česká republika)
- Ivan Stadtrucker, scenárista a dramaturg  (Slovensko)
- Otakar Vávra, režisér (Česká republika)
- Irina Antonová, kurátorka (Ruská federace)
- Jiří Bartoška, herec (Česká republika)
- Luciano Benetton, podnikatel a filantrop (Itálie)
- Michal Bycko, teoretik umění, muzeoedukolog a kurátor (Slovensko)
- Papia Ghoshal, umělkyně (India)
- Karel Gott, zpěvák (Česká republika)
- Zlata Holušová, mecenáška umění, kulturní manažerka (Česká republika)
- Pick Keobandith, kurátorka a historička umění (Laos/Belgie/Francie)
- Antonín Jaroslav Liehm, filmový a literární kritik (USA/Česká republika)
- Phanuel Osweto, kněz (Keňa/Česká republika)
- Pavel Pecháček, novinář (Česká republika)
- Jelena Silajdžić, filmová producentka a kulturní manažerka (Bosna a Hercegovina/Česká republika)
- Jiří a Kunying Strakovi, sinolog, malířka a kurátorka (Česká republika/Čína)
- Sir Nicholas George Winton, humanitární pracovník (Spojené království)

V roce 2019 získal cenu Trebbia Karel Gott za přínos k dialogu národních kultur.

## Kontroverze
Předávání ceny Trebbia přenáší každoročně Česká televize. Např. v roce 2019 se přenos konal z pražského Španělského sálu.
Naopak podle některých představitelů uměleckého světa je cena Trebbia nicotná a slouží pouze ke zviditelnění galerie MIRO.